# Rosiériste

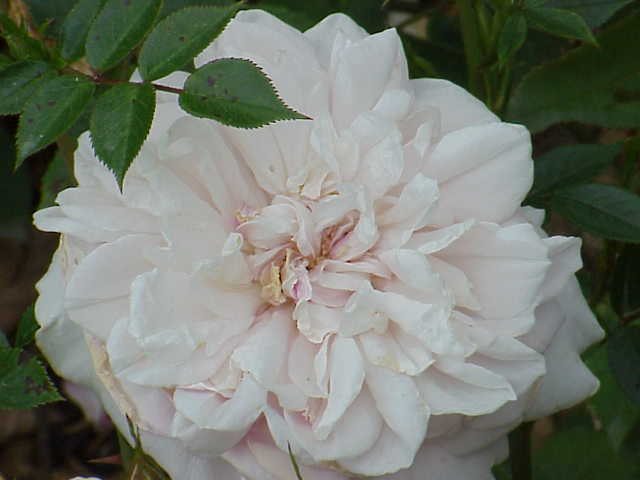
'Souvenir de la Malmaison', Jean Béluze 1843

Les rosiéristes sont des pépiniéristes spécialistes de la sélection et de l'amélioration des rosiers cultivés.

## Spécificité du rosiériste
Le rosiériste n'est pas seulement un jardinier ou un pépiniériste, c'est un obtenteur et quelquefois seulement un obtenteur qui laisse à d'autres le soin de la multiplication et de la commercialisation. Il arrive que certains pépiniéristes spécialisés dans la vente de rosiers se fassent appeler « rosiériste », mais il s'agit d'un abus de langage car seuls les obtenteurs de nouvelles variétés sont de véritables rosiéristes. 
Certaines variétés de rosiers cultivés correspondent aux espèces naturelles et sont appelés rosiers sauvages ou botaniques. Les rosiers améliorés sont le résultat de croisements parfois complexes entre différents types de rosiers préexistants, qui sont multipliés le plus souvent par voie végétative (boutures ou greffes).
Les principaux objectifs de sélection concernent : 
- la qualité de la floraison : couleurs, forme et remplissage des fleurs, parfum, caractère remontant de la floraison ;
- les qualités de croissance : port (buisson, grimpant, miniature...), résistance aux maladies et aux ravageurs ;
- la rusticité : résistance au gel et aux intempéries (pluie, vent) ;
- des objectifs particuliers : la rose « bleue », facilité de culture, culture en pot...

Un rosiériste peut aussi exploiter l'apparition de mutations fortuites de plantes existantes. Ces mutations conduisent à la formation de « sports » qui sont alors reproduits par voie végétative. Le sport se distingue souvent du pied mère par une nouvelle couleur des fleurs, par un port différent (par exemple les Climb. grimpants au lieu de buisson).
L'histoire de l'amélioration des rosiers a conduit à la formation de différents types ou catégories de rosiers qui ont successivement occupé le devant de la scène, par exemple avec l'essor en France, dans la deuxième partie du XIXe siècle, des rosiers hybrides remontants créés par le Lyonnais Jean Liabaud.

## Premiers rosiéristes
Les premiers pépiniéristes rosiéristes s'installent autour de Paris au XVIIIe siècle et près de Lyon au XIXe siècle.
Ce sont souvent des familles de jardiniers qui se sont illustrées pendant plusieurs générations depuis le début de l'expansion de la culture des roses en Europe au XVIIe siècle. On peut citer par exemple les familles Ducher, Guillot, Laperrière ou Meilland.
Louis Claude Noisette (1772-1849), France / États-Unis a créé plus de 80 variétés de rosiers et a donné son nom à une lignée de rosiers appelés rosier Noisette.
Les premiers rosiéristes connus sont les jardiniers de grands personnages, par exemple :
- Christophe Cochet (1777-1819), jardinier de Louis-Antoine de Bougainville, à l'origine d'une longue lignée de rosiéristes.
- André Dupont, jardinier de Joséphine de Beauharnais, dont la roseraie comportait la plus importante collection de roses de son époque avec plus de 250 variétés.
- Jacques-Louis Descemet (1761 - 1839) est considéré comme le premier obtenteur de roses en France.
- Jean-Pierre Vibert (1777-1866) prit la succession de Descemet et fut le premier à croiser rosier gallique et rosier de Chine.

Un tournant dans l'amélioration des rosiers est l'année 1867, quand le jardinier français, Jean-Baptiste Guillot a découvert un nouvel hybride, 'La France', le premier de la catégorie des hybrides de thé. Ce cultivar marque la transition entre les roses dites anciennes ou classiques et les roses modernes.

## Liste de rosiéristes
La liste ci-dessous indique pour chaque rosiériste le nombre de variétés répertoriées.

### Obtenteurs duXIXesiècle
Par nombre d'obtentions :
- Jean-Pierre Vibert (1777-1866), Angers, France - 545 variétés répertoriées (à la suite du rachat de la pépinière de Descemet)
- Jean Laffay (1795 - 1878), Bellevue-Meudon, France - 326. Il créa les premiers hybrides remontants vers 1840.
- Jean-Baptiste Guillot et fils (1803-1882), Lyon, France : 87 + 100 + 83
- Marie Ducher (1834-1881) 27
- Jean-Marie Gaujard, France - 239
- Eugène Verdier (1827 - 1902) - 179 et Charles Verdier (1829 - 1893), Paris, France : 17 + Victor Verdier (1803 - 1878) 43
- Peter Lambert (1860-1939), Trèves, Allemagne - 176
- Jacques-Louis Descemet (1761 - 1839), Yèbles, France - 175
- Moreau & Robert, Angers, France - 164
- Louis Lévêque (1839 - 1925), Ivry, France - 150
- Auguste Miellez, Esquermes, France - 148
- Joseph Pernet-Ducher, fils (1851-1928), Lyon, France: 142
- Rudolf Geschwind (1829-1910), Autriche-Hongrie - 141
- Joseph Schwartz (1846-1885), Lyon, France - 59 + André 66
- Marie-Louise Schwartz, née Trevoz (1852-1938) 52
- Henri Pradel et Giraud Pradel, père et fils - 122
- Jean Liabaud, (1814-1904) rosiériste lyonnais[2] France - 102
- Julien-Alexandre Hardy, Paris, France (23 mai 1787 - 15 septembre 1876), chef jardinier du jardin du Luxembourg de 1817 à 1859 a contribué également au développement des premiers hybrides remontants - 95
- Jean Alexandre Bernaix (1831 - 1905), Villeurbanne, France - 57 + son fils Pierre Bernaix (1873-1935) - 37
- Dorus Theus Poulsen (1851 - 1925) et fils, Danemark - 84
- François Fontaine (père), Clamart, France - 83
- Pierre Oger (1816 - 1894), Caen, France - 82
- Jean-Claude Ducher (1820 - 1874), Lyon, France - 78
- Antoine Levet (père) (1818 - 1891), Lyon, France - 77 et Claude Levet (fils)
- Jacques Margottin (1817-1892), Bourg-la-Reine et Pierrefitte, France (père et fils) - 70
- Eugène Turbat (1865 -1944), Orléans, France - 64
- Jean Pernet, père (1832 - 1896), Lyon, France - 63
- Louis Parmentier (1782-1847), Enghien, Belgique - 61
- Nicolas-Joseph Prevost (1787 - 1855), France - 61
- Jean Béluze, Lyon, France - 54
- Jacques Vigneron (1817 - 1892), Orléans, France - 51
- Jean-Marie Gonod (1827 - 1888), Lyon, France + 50
- Frédéric Damaizin, Lyon, France - 50
- Pierre Portemer (père), Gentilly, France - 42 + Pierre Portemer fils après 1861
- Joseph Bonnaire, Lyon, France - 40 environ (de 1878 à 1910)
- Henry Bennett (Angleterre) - 38

- Louis-Xavier Granger, Suisnes, France - 33 (de 1850 à 1870) + 3 de Théophile Granger (de 1877 à 1889)
- Pierre Bernède (1824-1888), Bordeaux, France - environ 30
- Jules Gravereaux (1844 - 1916), L'Haÿ-les-Roses, France - 27
- Henri Antoine Jacques (1782-1866), Neuilly, France. Jardinier en chef du duc d'Orléans (le futur roi Louis-Philippe), qui sema les graines envoyées par le botaniste Bréon et baptisa les rosiers Bourbon. Il créa 26 variétés dont 'Félicité et Perpétue', encore célèbre.
- Jean-Baptiste Corbœuf, Orléans, France  - 25
- Jean Desprez, Yèbles, France - 25 (dont 17 de 1830 à 1854)
- Victor Étienne Gautreau (1815-1887), Brie-Comte-Robert, France - 23 (de 1863 à 1879) + 1 de ses fils Victor Henri et Charles Auguste (en 1888)[3]
- Ketten Frères[4], (1867 - 1949) Luxembourg  - 20
- Scipion Cochet (1833 - 1896), Suisnes, France - 19 (de 1852 à 1886) + 1 avec son frère Philémon (en 1855)
- Hippolyte Jamain, Paris, France - 18
- Roeser, Crécy-en-Brie, France - 15 (de 1829 à 1848)
- Charles-Denis Souchet, Bagnolet, France, obtenteur[5] notamment de 'Beauté de Versailles' et son fils Pierre-Denis
- Pierre-Victor Quétier, Meaux, France - 14 (de 1839 à 1861)
- Hugues Vilin, Grisy-Suisnes, France - 2 (en 1868 et 1872) + 12 de Rose Vilin (de 1887 à 1903)
- Henri Ledéchaux, Villecresnes, France - 9 (de 1855 à 1875) + 5 de sa veuve (de 1878 à 1895)
- Morlet père, Avon, France - 5 (de 1838 à 1859) + 7 de Morlet fils (de 1874 à 1900)̈
- Rousseau père, Grisy-Suisnes, France - 12 (de 1834 à 1863)
- Georges Bruant, Poitiers, France, (de 1864 à 1912) puis Viaud-Bruant
- Victor Varangot, Melun, France - 11 (dont au moins 8 de 1844 à 1853)
- Joly, Pont-Carré, France - 11 (dont 9 de 1835 à 1836)
- Cochet-Cochet (Charles & Clara), Suisnes puis Coubert, France - 10 (de 1886 à 1907)
- Pierre Cochet père de Scipion, Suisnes, France - 8 (dont 6 de 1821 à 1850)
- Pierre Cochet petit-fils de Pierre, Suisnes, France - 8 (de 1897 à 1910)
- Édouard Denis, Grisy-Suisnes, France - 5 (de 1897 à 1909)
- Desmazures père, Suisnes, France - 4 (de 1866 à 1872)
- Victor Carré, Suisnes, France - 3 (de 1853 à 1869)
- Alexis Poulain, Cerçay, France - 2 (en 1863 et ?)
- Charles Vaurin père, Coubert, France - 2 (en 1873 et 1874)
- Aubin Céchet, Brie-Comte-Robert, France - 1 (en 1865) + 2 de son fils Émile (en 1867)
- Eugène Brisson, Grisy-Suisnes, France - 1 (en 1877)
- Camille Bernardin, Coulommiers puis Brie-Comte-Robert, France - 1 (en 1866)
- Jémeau, Grisy-Suisnes, France - 1 (en 1869)
- Jules Motteau, Mandres, France - 1 (en 1878)

### Obtenteurs duXXesiècle(plus en activité)
- Robert Harkness, (1851-1920), Angleterre - 372
- Gilbert Nabonnand (1828-1903), Golfe-Juan, France - 209 + Paul - 40
- Hugh Dickson - 72 + Alexander Dickson II - 228
- Jean Soupert (1834–1906) et Pierre Notting (1825–1895) - Grand-Duché de Luxembourg - 222
- Gerrit de Ruiter, Pays-Bas - 220
- Pedro Dot (1885 - 1976), Espagne - 160
- Charles Mallerin, France - 138
- Griffith Buck (1915 - 1991), USA - 110
- Joseph-Marin Laperrière (1846-1927), France et fils (Robert et Louis) - 108
- William Paul (1823-1905), Herfordshire, Angleterre - 87
- Jackson & Perkins, USA - 78
- George Schoener (1864-1941) Allemagne/États-Unis -  73
- Albert Barbier et fils, (1845-1931), France - 67 (avec son fils René Barbier)
- Francis Dubreuil, France - 65
- César Chambard (1866-1940), France - + 60[6]
- Seizo Suzuki (1913-2000), rosiériste japonais et directeur de l'Institut de recherche du Japon sur la rose - 61
- Hermann Kiese (1865-1923), rosiériste allemand - plus de 60
- Révérend Pemberton (1852-1926), Angleterre - 50
- Felicitas Svejda, Canada - 45
- Maurice Combe, France - 44
- André Eve, France - 35 (de 1968 à 2015)
- Marcel Robichon, France - 32
- Walter Van Fleet, USA - 31
- François Dorieux I, France - 34
- Altin Robichon, France - 24
- Luther Burbank, USA - 19
- Auguste Nonin, France -  18
- Johannes Felberg-Leclerc, Allemagne - 18
- Ann et John A. Bentall, Angleterre - 15
- Frédéric Fauque (Fauque & fils), Orléans, France (de 1901 à 1920)
- Ernest Levavasseur, Orléans, France : 10
- Veuve Vilin (et Gaston Vilin), Grisy-Suisnes, France - 8 (de 1904 à 1908)
- Félix Boulanger, Grégy, France - 3 (de 1910 à 1912)

### Obtenteurs contemporains
- Allemagne
  - Wilhelm Kordes (1891-1976), Allemagne - 610 + 138
  - Reinhard Noack, Allemagne - 36
  - Tantau : Mathias Tantau (1882-1953), Allemagne - 73 + Mathias Tantau junior (1912-2006), Allemagne - 249 + Hans-Jürgen Evers (1940 - 2007) - 290 + Christian Evers - 44
  - John Scarman, Allemagne - 100
  - Heinrich Schultheis, Allemagne - 20

- Australie
  - Warren Millington, Australie -  283
  - Alister Clark, Australie

- Belgique
  - Louis Lens, Belgique - 239 + Ann Velle - 46
  - Ivan Louette, Belgique - 16
  - Jozef Orye, Belgique - 14
  - Daniel Schmitz, Belgique - 16
  - Martin Vissers, Belgique - 21

- Canada
  - Brad Jalbert, Canada - 84

- Chine
  - Ping Lim, Chine - 60

- États-Unis
  - Tom Carruth, États-Unis - 128
  - Conard-Pyle Co, États-Unis
  - Ralph Moore, États-Unis - 509 - Spécialiste des rosiers miniatures
  - William Radler, États-Unis - 45
  - Robert Neil Rippetoe, États-Unis - 612
  - Jerry Twomey, États-Unis - 49

- France
  - Michel Adam, France - 115
  - Croix : Paul Croix (1924-1999), France - 94 + Dominique Croix 16 + Jacques Ranchon
  - Georges Delbard, France - 36 + 76 + 59 + 214 + 12
  - François Dorieux II, France - 109
  - Michel Kriloff, France - environ 60
  - Meilland, France - 437 + Alain Meilland 219 + Marie-Louise 140 + Francis 132 + Mouchotte 19 + Richardier 69
  - Joseph Orard et fils, Pierre Orard, France - 61
  - Jérôme Rateau, France - 20
  - Bernard Sauvageot, France - 56 + Hubert 12
  - Jean-Pierre Vibert II, France - 140

- Royaume-Uni
  - David C. H. Austin, Angleterre - 246
  - Peter Beales, Angleterre - 26
  - Cants of Colchester : Benjamin Reverr Cant, Angleterre - 71 + Frank 20 and sons 19
  - Paul Chessum, Angleterre - 60
  - Gareth Fryer, Angleterre - 170
  - Colin Horner, Angleterre - 139
  - McGredy : Samuel McGredy II (1859 - 1926), Irlande du Nord - 110 + Samuel Davidson Mc Gredy III - 96 + Samuel Darragh Mc Gredy IV, Nouvelle-Zélande - 393
  - Christopher Warner, Angleterre - 145
- Suisse
  - Richard Huber (AG), Suisse - 76